# آلتو الگر دو مارانهائو
التو الگر دو مارانهائو (به پرتغالی: Alto Alegre do Maranhão) یک سکونتگاه مسکونی در برزیل است که در مارانیائو واقع شده‌است.